# 三木圭一
三木 圭一（みき けいいち）は、日本の元卓球選手。現役時代は日本代表として世界卓球選手権で銀メダル2個を獲得し、日本卓球界の黄金期を代表する選手として活躍した。国際卓球連盟世界ランキング最高位は15位。

## 経歴
中央大学在学時の1960年度、全日本学生卓球選手権大会ではシングルス優勝。
1961年度、北京 (中国) で行われた世界卓球選手権シングルスでは準々決勝敗退。男子ダブルスでは16強。世界ランキング15位。学生選手権ではシングルス2連覇。 全日本卓球選手権大会ではシングルス決勝で木村興治に2-3で敗れ準優勝。瀬川栄次と出場した男子ダブルス決勝では木村 / 上田浩組を2-1で倒し、初優勝。
1962年度、ジャカルタ (インドネシア) で開催されたアジア競技大会卓球競技では、シングルスで金メダル、小中健と出場した男子ダブルスで金メダル、混合ダブルスで銅メダル、団体で金メダル。全日本選手権ではシングルス決勝で小中を3-0で下し優勝。瀬川と出場した男子ダブルス決勝では福島萬治 / 吉本忠義に0-2で敗れ準優勝。関正子と出場した混合ダブルス決勝で木村 / 竹島貴子組に1-2で敗れ準優勝。
1963年度、プラハ (チェコスロバキア) で行われた世界選手権では小中と出場した男子ダブルス準決勝で荘則棟 / 徐寅生組 (中国) に0-3で敗れ銅メダル。関と出場した混合ダブルス準決勝で荘 / 邸鐘恵組 (中国) を3-1で下すも決勝で木村 /  伊藤和子組(日本) に0-3で敗れ銀メダル。団体で銀メダル。全日本選手権ではシングルス決勝で小中に1-3で敗れ準優勝。
日興証券所属時の1964年度、全日本選手権では関と出場した混合ダブルス決勝で日比野多賀治 / 磯村淳組を2-1で倒し初優勝。
1966年度、バンコク (タイ) で開催されたアジア大会では、高橋浩と出場した男子ダブルスで金メダル、混合ダブルスで銅メダル、団体で金メダル。日本選手権では山中教子と出場した混合ダブルス決勝で吉見康二 / 佐竹順子組を2-0で下し2度目の優勝。
現役引退後はYSPに勤務し、中央大女子部監督を務めた。